# Xã Warren, Quận Story, Iowa
Xã Warren (tiếng Anh: Warren Township) là một xã thuộc quận Story, tiểu bang Iowa, Hoa Kỳ. Năm 2010, dân số của xã này là 561 người.